# Sylwia Korzeniowska
Sylwia Korzeniowska (* 25. April 1980 in Kalisz) ist eine polnische Leichtathletin.
Sylwia Korzeniowska ist eine polnische Geherin und die jüngste Schwester des ehemaligen Weltklassegehers Robert Korzeniowski, der mittlerweile ihr Trainer ist. Sie startete bei den Olympischen Spielen 2004 in Athen und kam über 20 km auf den 21. Platz. Ihr Bruder Robert hatte bei diesen Olympischen Spielen noch die Goldmedaille über 50 km gewonnen und beendete seine Karriere. Mit Beginn seiner Trainertätigkeit verbesserten sich auch die Leistungen seiner Schwester. Bei den  Leichtathletik-Europameisterschaften 2006 in Göteborg trat Sylwia Korzeniowska erstmals in das Licht einer größeren, internationalen Öffentlichkeit und belegte den 7. Platz in neuer polnischer Rekordzeit von 1 Stunde 31 Minuten und 31 Sekunden über 20 km. Bei den Olympischen Spielen 2008 belegte sie erneut Platz 21.